# Karl Theodor zu Leiningen-Billigheim
Karl Theodor Polykarp August Graf zu Leiningen-Billigheim (* 26. Januar 1794 in Billigheim; † 21. August 1869 in Obrigheim) war ein deutscher Adliger. Er war badischer Standesherr und Diplomat.

## Herkunft
Karl Theodor zu Leiningen-Billigheim aus der Linie Leiningen-Dagsburg-Falkenburg war der älteste Sohn des Grafen Wilhelm Carl zu Leiningen-Guntersblum und der Gräfin Eleonore, geborene Gräfin von Bretzenheim (* 1771; † 1832), welche eine natürliche Tochter des Kurfürsten Karl Theodor war.

## Leben
Karl Theodor zu Leiningen-Billigheim erbte 1809 von seinem Vater die im Großherzogtum Baden gelegene Standesherrschaft Billigheim. Zu seiner Standesherrschaft gehörte das Schloss in Billigheim, Schloss Neuburg in Obrigheim sowie weitere Liegenschaften in Form von land- und forstwirtschaftlich genutzten Flächen und Gebäuden, welche sich in Allfeld, Obrigheim, Sulzbach und Waldmühlbach befanden.
Im Jahre 1812 beteiligte sich Karl Theodor zu Leiningen-Billigheim als Leutnant der Husaren am Russlandfeldzug Kaiser Napoleons und geriet in eine zweijährige russische Kriegsgefangenschaft. Nach seiner Rückkehr aus Russland beteiligte er sich am Sommerfeldzug von 1815, der mit der endgültigen Niederwerfung Napoleons endete. Nach dem Ende der Befreiungskriege baute Graf Karl Theodor die in den Wirren der Koalitionskriege schwer in Mitleidenschaft gezogene Standesherrschaft Billigheim nach und nach wieder auf. Von 1819 bis zu seinem Tod im Jahre 1869 besaß Karl Theodor ein Mandat in der Ersten Kammer der Badischen Ständeversammlung. Im Auftrag des Großherzogs reiste er in diplomatischer Mission nach Berlin, Warschau und Rom. Im Badischen Kulturkampf fungierte der Graf als außerordentlicher Gesandter des Landes bei der römischen Kurie. Nach dem Tod seiner Mutter 1832 erbte er das Rebgut Walluf im Bezirk Wiesbaden, um welches er seine Standesherrschaft erweiterte.

## Familie
Am 24. Mai 1822 heiratete Graf Karl Theodor seine Cousine, Gräfin Maria Anna (* 1802; † 1852), Tochter des Reichs- und Burggrafen Maximilian Friedrich von Westerholt-Gysenberg und seiner Gattin Friederike von Bretzenheim. Aus der Ehe gingen fünf Söhne und zwei Töchter hervor:
- Karl Wenzel (* 1823; † 1900) war zuerst seit 1846 verheiratet mit Elisabeth Prinzessin zu Sayn-Wittgenstein (* 1827; † 1849) und seit 1856 mit Marie Gräfin von Arco-Zinneberg (* 1834; † 1892) und hatte drei Töchter sowie einen Sohn
- Friedrich Ludolf Adolf Theodor (* 1828; † 1870)
- Eleonore Josephine Karoline Marie (* 1827; † 1893) war seit 1848 verheiratet mit Wilhelm Graf von Wiser-Leutershausen (* 1821; † 1891)
- Wilhelm Ludwig August (* 1831; † 1833)
- Maximilian Friedrich Ernst (* 1835; † 1874) war verheiratet seit 1869 mit Henriette Keller (* 1839; † 1900) und hatte eine Tochter
- Viktoria Wilhelmine Mathilde (* 1837; † 1867)
- Emich Karl (* 1839; † 1925) war seit 1870 verheiratet mit Gräfin Gaëtane de Ribeaucourt (* 1843; † 1872)

Graf Karl Theodor zu Leiningen-Billigheim starb 1869 in seinem Schloss Neuburg in Obrigheim.